# 葛浩文
葛浩文（英語：Howard Goldblatt，1939年—）是美國翻譯家，加州人，目前為聖母大學講座教授。1961年畢業於加州大学长滩分校，1971年畢業於舊金山州立大學，1974年取得印第安纳大學博士學位。

## 主题和风格
葛浩文以翻譯華語文學聞名，在中國被譽為「西方首席漢語文學翻譯家」，小說家厄普代克則喻為中國當代文學的「接生婆」。1961年，22歲的葛浩文進入海軍學校，被派到台灣當通訊官，非常清閒，幾乎無事可做。後來調到日本，上了一艘驅逐艦，眼看就要前往越南的他，於是申請返回台灣。回到了台灣，他開始向一個東北人學習中文，「葛浩文」便是這位老師起的名字。在台北待到退伍後，葛浩文沒有馬上回國，而是留在國立臺灣師範大學繼續進修，直到得知父親罹癌，才結束留學生涯。回國後，葛浩文申請進入舊金山州立大學就讀，首次接觸了蕭軍及蕭紅的名字，並讀了第一本中國小說《八月的鄉村》。在舊金山畢業後，他決定繼續攻讀博士，進入印第安纳大學就讀，當時的指導教授是旅美散文家柳無忌（其父為柳亞子），並開始攻讀中國古典文學，譬如元雜劇、魯迅及其他左翼作家的作品，既讀譯本也讀原文。1974年完成關於蕭紅的畢業論文，成為後來所著的《蕭紅評傳》的基礎。《蕭紅評傳》於1979年在香港出版，隔年在台灣出版，也因此蕭紅重新得到了華人世界的關注。
葛浩文在台灣的留學期間便試著翻譯了黃春明、王禎和的作品，但真正得以出版的是由中國翻譯家楊憲益、戴乃迭所建議的張潔小說《沉重的翅膀》，而他事業的高峰，則是翻譯莫言的小說《紅高粱》，友人譚恩美為他向出版社爭取到四倍的版稅。

## 榮譽
- 2000年 National Translation Award與林麗君合譯朱天文《荒人手記》（Notes of a Desolate Man）
- 2009年 古根海姆獎
- 曼氏亞洲文學獎有三位得主之作品為葛氏譯作：

2007年 姜戎《狼圖騰》（Wolf Totem）
2009年 蘇童《河岸》（The Boat to Redemption）
2010年 畢飛宇《玉米》（Three Sisters）

## 中文著作
- 《漫談中國新文學》（香港：香港文學研究社，1980）
- 葛浩文撰，鄭繼宗譯：《蕭紅評傳》（台北：時報文化，1980）
- 《弄斧集》（台北：學英文化公司，1984）
- 《蕭紅新傳》（香港：三聯書店，1989）
- 《蕭紅傳》（上海：復旦大學出版社，2011）
- 《論中國文學》（北京：現代出版社，2014）
- 《葛浩文隨筆》（北京：現代出版社，2014）
- 《亂世》（北京：現代出版社，2014）
- 林麗君編：《從美國軍官到華文翻譯家：葛浩文的半世紀臺灣情》（台北：九歌出版社，2015）
- 《蕭紅評傳》（哈爾濱：北方文藝出版社，2019）

## 外部連結
- Goldblatt, Howard（聖母大學）